# Csere
A polgári jogban a csere olyan polgári jogi jogviszony, amelyben a szerződő felek dolgok kölcsönös átruházására vállalnak kötelezettséget.
A magyar polgári törvénykönyv szerint a cserére az adásvétel szabályait kell megfelelően alkalmazni.
A 2013. évi V. törvény a csereszerződés fogalmát kiterjeszti a dolgok kölcsönös átruházásán felül más jogok és kötelezettségek kölcsönös átruházására is.

## Német polgári jog
A német polgári törvénykönyv szerint - a magyar szabályozással megegyezően - a cserére az adásvétel szabályait kell megfelelően alkalmazni.

## Olasz polgári jog
Az olasz polgári törvénykönyv szerint a csere olyan szerződés, amelynek tárgya dolgok tulajdonjogának vagy más jogoknak kölcsönös átruházása az egyik szerződő félről a másikra,
azaz az olasz szabályozás - a 2013. évi V. törvényhez hasonlóan - nem csak dolgok átruházását foglalja be a definícióba.
Hasonlóan a német és a magyar szabályozáshoz az olasz szabályozás is háttérszabályként használja az adásvételre vonatkozó szabályozást a csere esetében.

## Osztrák polgári jog
Az osztrák polgári törvénykönyv a német, illetve magyar szabályozásnál részletesebben szabályozza a csereszerződéseket. Eszerint a csere olyan szerződés, amelyben az egyik dolgot egy másik dologért adnak át. Amennyiben a másik dolog pénz, akkor viszont főszabály szerint nem beszélhetünk csereszerződésről, kivéve ha ezüst illetve arany pénzérmék egymás közötti cseréjéről van szó. Az egymással cserélő felek kötelesek a dolgokat a csereszerződés létrejöttekor meglévő állapotban a megfelelő helyen és időben átadni egymásnak, illetve átvenni egymástól.
A tényleges átadás nem a szerződés létrejöttének a feltétele, hanem a csereszerződés teljesítésének és a tulajdonjog megszerzésének.

## Lásd még
- Adásvétel